# Lista de programas da Rede Bahia de Televisão

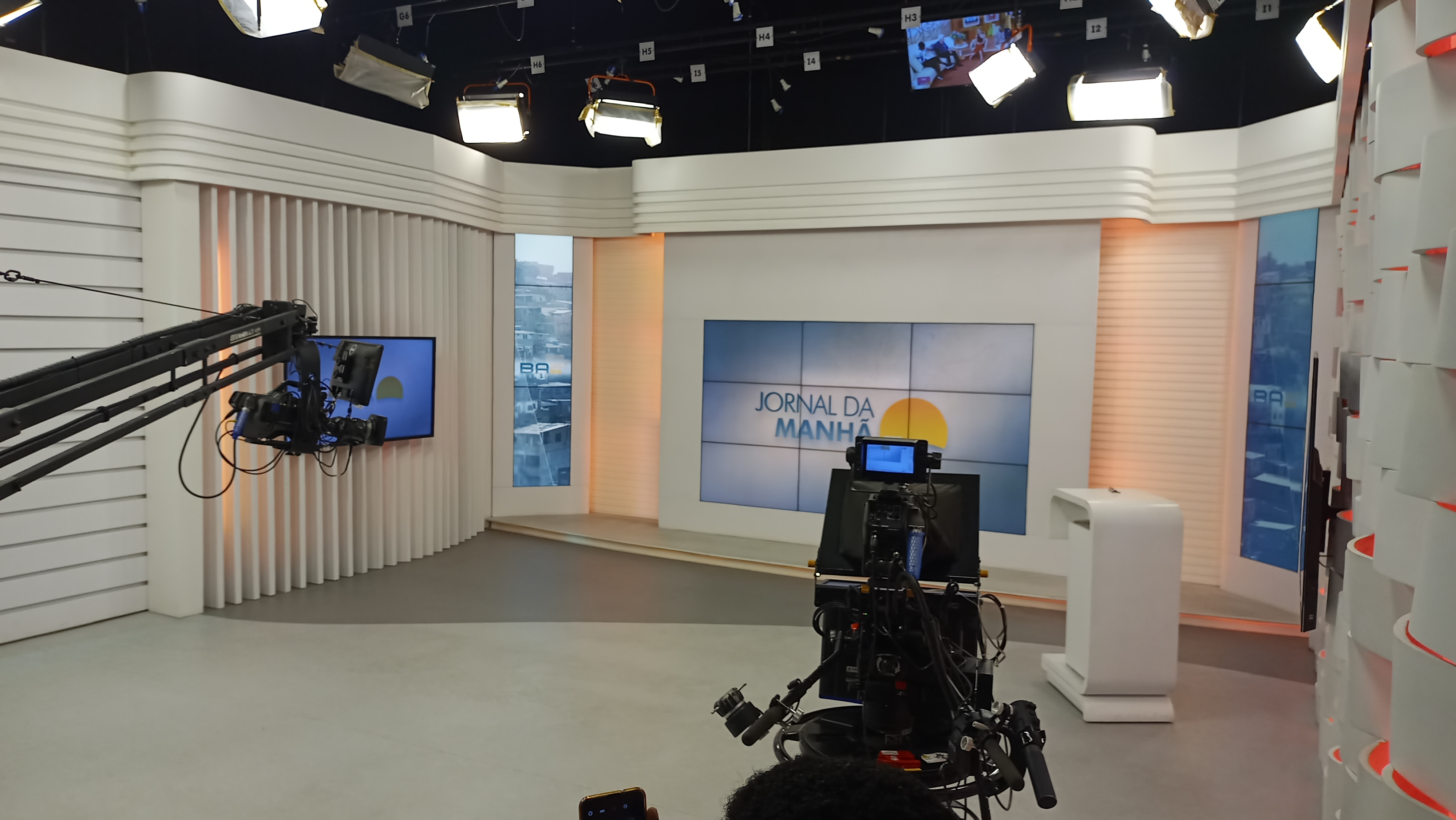
Estúdio de jornalismo da TV Bahia, estreado em 2019

Esta é a lista de programas da Rede Bahia de Televisão, uma rede de televisão brasileira integrada pelas emissoras TV Bahia, TV Oeste, TV Santa Cruz, TV São Francisco, TV Subaé e TV Sudoeste. Boa parte dos programas de televisão transmitidos pela Rede Bahia de Televisão é oriunda da programação da TV Globo, à qual é afiliada. Entretanto, também produz programação própria, da qual trata esta lista. Atualmente são exibidos nove programas de televisão, a maioria de cunho jornalístico, tal como outras emissoras de televisão do estado brasileiro da Bahia.
Desde 25 de novembro de 2013, a TV Bahia exibe seus telejornais locais em alta definição.

## Em exibição

### Bahia Agora
Bahia Agora é um boletim informativo produzido pelas emissoras TV Oeste e TV Sudoeste, componentes da Rede Bahia de Televisão e afiliadas à TV Globo. Em Barreiras, vai ao ar em diversas edições durante os intervalos comerciais da programação da emissora. São exibidas reportagens de Alyne Miranda, Carlos Augusto e Gabriel Pires. Já em Vitória da Conquista, o jornalístico é exibido no intervalo do Vale a Pena Ver de Novo, com apresentação de Nayla Gusmão.

### Bahia Meio Dia
Bahia Meio Dia é um telejornal local brasileiro produzido pela TV Bahia e exibido por todas as emissoras da Rede Bahia, afiliadas à TV Globo. Vai ao ar de segunda à sábado às 11h45. Na capital, é apresentado por Vanderson Nascimento. O telejornal mostra as pautas e os problemas presentes no cotidiano da população com uma linguagem popular e simplificada. É líder de audiência no horário.

### Bahia Rural
Bahia Rural é um telejornal rural matutino brasileiro produzido pela Rede Bahia de Televisão. e É exibido nas manhãs de domingo após o programa Santa Missa e retransmitidos pelas filiadas da Rede (TV Oeste, TV São Francisco, TV Santa Cruz, TV Subaé, TV Sudoeste). Retrata o universo do campo, apresentando notícias que interessam ao agricultor, como notícias do agronegócio da Bahia. Desde 2021 tem a apresentação de Georgina Maynart, mas já foi apresentado por Valber Carvalho entre 1999 e 2019 e por José Raimundo entre 2019 e 2021.

### BATV
BATV é um telejornal local brasileiro produzido pela TV Bahia e exibido por todas as emissoras da Rede Bahia de Televisão, afiliadas à TV Globo. Vai ao ar de segunda à sábado, entre as faixas de programação das novelas das seis e das novelas das sete. O telejornal estreou sua edição noturna em 23 de janeiro de 1987, logo após o início da afiliação da TV Bahia com a Globo.
É apresentado por Fernando Sodake, com comentários esportivos de Sérgio Pinheiro. Apresenta o resumo das notícias do dia, com foco em política, economia e assuntos do cotidiano da população. O jornalístico traz ainda a previsão do tempo para o próximo dia, como está o trânsito no início da noite e as principais notícias do interior do estado. É o telejornal de maior audiência na Bahia.

### Bom Dia Sábado
Bom Dia Sábado é um telejornal matutino exibido às 07h20 de sábado, apresentado em rodízio por Camila Oliveira, Müller Nunes e Vanderson Nascimento. Estreou em 25 de agosto de 2018, com a apresentação de Silvana Freire e Eduardo Oliveira. Em 20 de janeiro de 2020, Silvana foi demitida, e o telejornal deixou de ter um titular fixo.

### Globo Esporte Bahia
Globo Esporte Bahia é um programa esportivo transmitido após o Bahia Meio Dia. Desde abril de 2022, tem Danilo Ribeiro como apresentador titular.
O programa estreou como um bloco local do Globo Esporte, em 24 de janeiro de 1987, substituindo o Manchete Esportiva Bahia. Tinha inicialmente uma duração de 3 minutos, e assim como o programa antecessor, era apresentado por Ivan Pedro. Em 1989, este bloco local passou a ter uma duração de 13 minutos.
Em 16 de maio de 2011, o programa passou a ser totalmente produzido pela TV Bahia, tornando-se uma edição local.

### Jornal da Manhã
Jornal da Manhã é um telejornal local matinal brasileiro produzido pela TV Bahia e exibido por todas as emissoras da Rede Bahia de Televisão, afiliadas à TV Globo. Estreou em 26 de janeiro de 1987, três dias após a TV Bahia se tornar afiliada à Rede Globo, sendo o primeiro telejornal matinal da emissora. Vai ao ar de segunda à sexta-feira às 6h, desde a estreia do Hora Um da Notícia, quando teve sua duração acrescida em meia hora. É apresentado por Camila Oliveira e Ricardo Ishmael, com comentários esportivos de Danilo Ribeiro.

### Conexão Bahia
Conexão Bahia é um programa de variedades apresentado nas manhãs de sábado por Aldri Anunciação. Estreou em 16 de setembro de 2017, em substituição ao Aprovado, como parte da reformulação da grade da emissora. Em sua estreia, também contava com a apresentação da jornalista Renata Menezes, que saiu da emissora em 18 de fevereiro de 2019.

## Especiais e sazonais

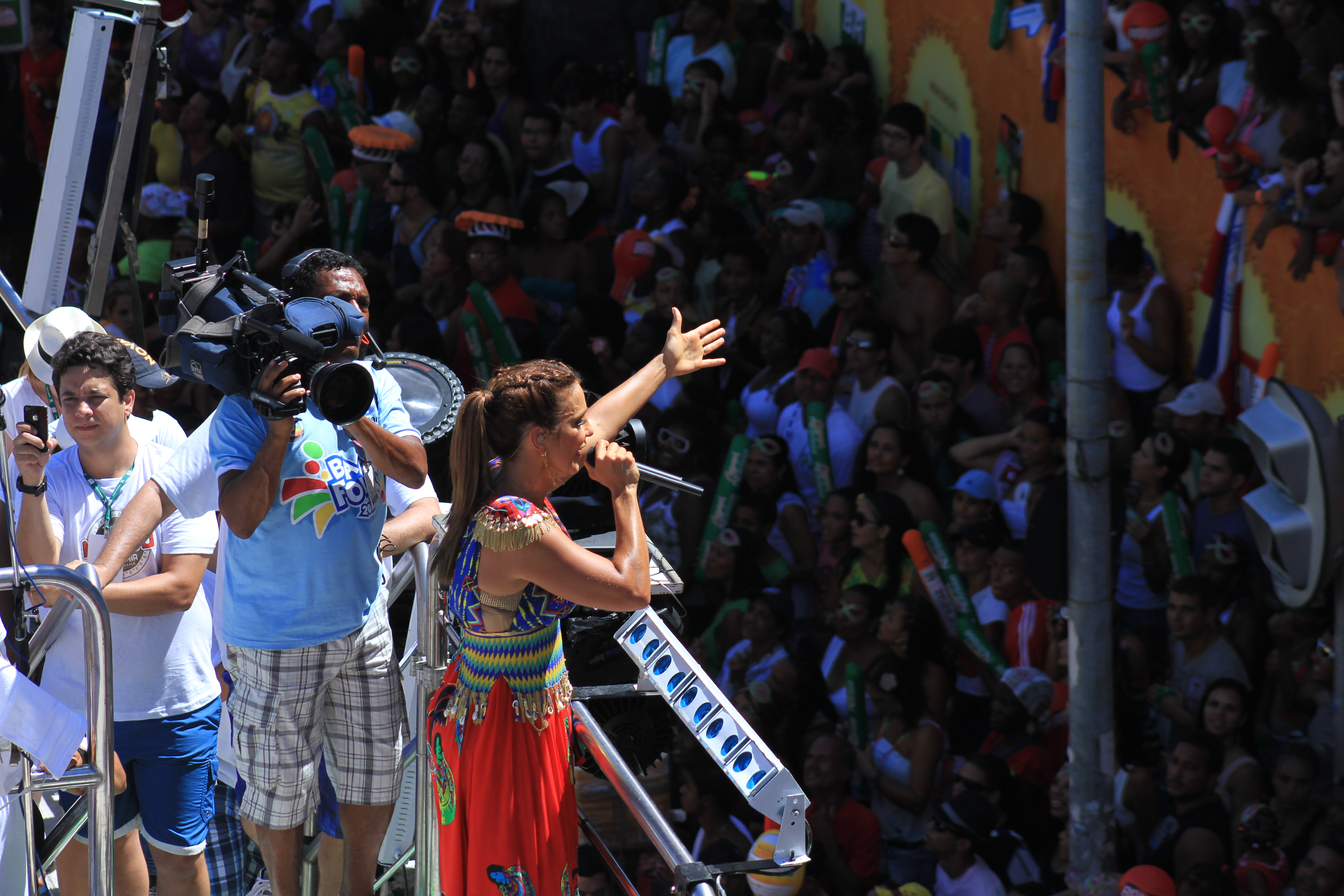
Cinegrafista do Bahia Folia durante apresentação de Ivete Sangalo pelo Bloco Coruja no Circuito Osmar, em Salvador.

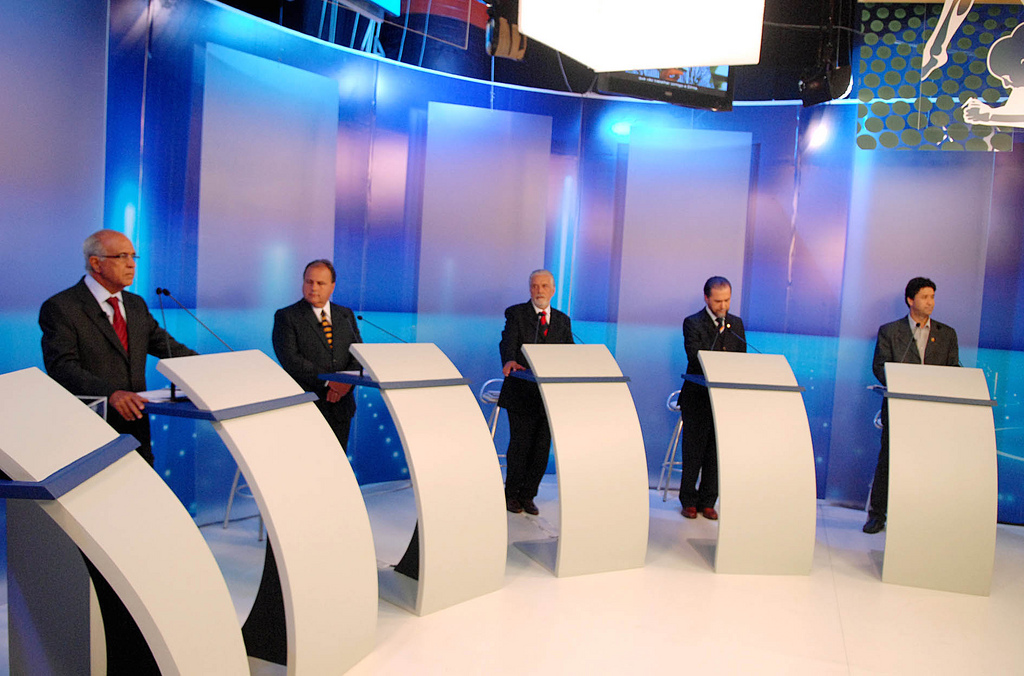
Debate eleitoral televisionado pela TV Bahia entre candidatos ao governo estadual em 2010

Algumas atrações especiais e sazonais são lançadas na grade de programação. O Bahia Folia é veiculado todo ano, fazendo a cobertura do Carnaval de Salvador. Conjuntamente é lançado o prêmio de votação popular desde 1994, o Troféu Bahia Folia, e campanhas pela rede televisiva. Cada ano com um tema, a exemplo de "Tá liberado" e a homenagem à guitarra baiana em 2013 e "Bahia Folia é todo seu" em 2014.
Em 1997, a rede produziu e exibiu, para todo o estado, a primeira telenovela totalmente produzida por uma afiliada da Rede Globo. A produção, intitulada Danada de Sabida, foi inspirada no livro Já Podeis da Pátria Filhos, do escritor João Ubaldo Ribeiro, e foi gravada nas cidades de Cachoeira, São Francisco do Conde e São Gonçalo dos Campos.
Há transmissão também de programas para a cobertura do Festival de Verão de Salvador, como Esperando o Festival, exibido em 25 de janeiro de 2014 no horário do Mosaico Baiano, e o Melhores Momentos, exibido em 2 de fevereiro de 2014 no lugar do Rede Bahia Revista, bem como de outros eventos promovidos pela Bahia Eventos (antiga iContent), como o Celebra Salvador.
Em 26 de agosto de 2017, foi transmitido um programa especial jornalístico sobre o naufrágio do Cavalo Marinho I, no percurso da travessia Salvador-Mar Grande, com a apresentação de Ricardo Ishmael e Acácia Lirya.
Quase da mesma forma, quando há a assinatura do contrato de direitos de transmissão pela Rede Bahia ou pela Rede Globo com as entidades dirigentes das competições, entram para a programação partidas de futebol masculino do Campeonato Baiano de Futebol e outras do Esporte Clube Bahia e Esporte Clube Vitória em competições regionais e nacionais.

## Extintos
Já foram exibidos alguns programas que não possuem mais continuação. Havia a exibição do Na Carona, programa de viagens cuja apresentação cabia a Liliane Reis, extinto em 2005. O programa se destacava pela produção de conteúdo regional sobre cultura popular, turismo, esporte, ecologia e história, marcando picos de audiência de 24 pontos nos sábados pela manhã, e chegou a ser objeto de moção de aplausos da Assembleia Legislativa da Bahia em 2004. Também já fez parte da grade o programa de entrevistas Michelle Marie Entrevista, o qual contava com Michelle Marie — viúva de Luís Eduardo Magalhães — no comando das entrevistas e também Wagner Moura como repórter. Já foi transmitido ainda o programa de auditório Arerê Geral, que estreou em 18 de janeiro de 2001 com apresentação de Jackson Costa e Flávia Mendonça e a direção de Fernando Guerreiro. Houve também o Bahia Comunidade, apresentado por Regina Coel, que foi sucedido pelo Rede Bahia Revista em 1998.

### Aprovado
Aprovado foi um programa exibido semanalmente nas manhãs de sábado, estreado em 10 de março de 2001.
Em sua primeira fase, foi apresentado por Jorge Portugal, professor e músico, tendo como perfil inicial a veiculação de temas e dicas voltados para o vestibular, ao passo que era feita a promoção pública da ciência com alvo na juventude. A audiência média, segundo o IBOPE, ficava entre 8 e 9 pontos, isto é, 1 260 000 telespectadores no horário das oito da manhã na Bahia. Inicialmente, o programa era produzido pela Bahia Cinema e Vídeo, subsidiária da Rede Bahia, pela ABAÍS e pela RV Produções, além do patrocínio público estadual anual de cerca de 500 mil reais e publicidades de instituições de ensino superior soteropolitanas na época de exibição do quadro "Ralando na Área".
Em sua segunda fase, tornou-se um programa de variedades apresentado pelo ator Jackson Costa. 2009 foi o último ano de Jorge Portugal na apresentação do programa, que o trocou por outro na TV Brasil, e Jackson estreou no dia 2 de janeiro de 2010. Após o fim do Bahia Esporte, o Aprovado passou a ocupar toda a faixa horária dedicada à programação regional da afiliadas da Rede Globo. A partir de então, a atração foi reformulada e passou a ter duração de 50 minutos.
O fim do programa foi anunciado em agosto de 2017, como parte das mudanças planejadas para a grade da rede, incluindo a substituição por outro, o Conexão Bahia. O último programa foi veiculado no dia 9 de setembro de 2017, com reprise de um especial sobre especiarias com o paisagista Christoph Fikenscher em jardim em Nilo Peçanha.

### Bahia Esporte
Bahia Esporte foi um programa esportivo exibido nas manhãs de sábado, após o Aprovado. Estreou em 2 de julho de 2005, sendo apresentado por Patrícia Abreu e Matheus Carvalho. Em seus primeiros anos, era exibido após o Jornal Hoje.
O último programa foi ao ar em 18 de abril de 2015, devido às adequações à grade da rede nacional.

### Rede Bahia Revista
Rede Bahia Revista (por vezes abreviado como RBR) foi um programa de televisão brasileiro produzido e exibido na Rede Bahia de Televisão, afiliada da Rede Globo. Tinha o formato de revista eletrônica televisiva com exibição semanal aos domingos logo após o Fantástico (ou séries transmitidas pela Globo). Na versão da TV Bahia, os últimos apresentadores do programa foram Dalton Soares, Wanda Chase e Anna Valéria, enquanto que Carolina Rosa e Eduardo Oliveira apresentavam respectivamente as versões da TV Santa Cruz e da TV Subaé. Foi líder de audiência em seu horário. Havia transmissão de reprises na TV Salvador.